# Escamps (Lot)
Escamps település Franciaországban, Lot megyében. Lakosainak száma 209 fő (2022. január 1.). Escamps Saint-Cirq-Lapopie, Bach, Concots, Cremps, Lalbenque és Vaylats községekkel határos.

## Népesség
A település népességének változása:
| Lakosok száma | 126  | 144  | 121  | 150  | 193  | 201  | 209  | 210  | 208  | 209  |
|               | 1968 | 1982 | 1990 | 2006 | 2013 | 2015 | 2017 | 2019 | 2020 | 2022 |